# 6 Hebe
6 Hebe je vrlo veliki asteroid glavnog pojasa. Njegova je površina vrlo reflektivna, a po sastavu je mješavina željezo-nikal sa silikatnim stijenama.
Hebe je 6. otkriveni asteroid, a otkrio ga je Karl Ludwig Hencke, 1. srpnja. 1847. godine. Hebe je bio drugi (nakon Astraee) i posljednji asteroid koji je otkrio Hencke.
Ime Hebe je predložio njemački matematičar Carl Friedrich Gauss, prema Hebi (Hebe), boginji mladosti iz grčke mitologije.
Asteroid Hebe je 5. ožujka 1977. prošao ispred zvijezde Kaffaljidhma (γ Kita, 3. magnituda). Ovo je bila jedina praćena okultacija neke zvijezde ovim asteroidom. Astronom Paul D. Maley je uskoro objavio da je tijekom okultacije otkrio Hebein satelit. Satelit je uskoro dobio nadimak Jebe (po pjesmi Heebie Jeebies), no njegovo postojanje ipak nije potvrđeno.

## Vanjske poveznice
- MNRAS 7 (1847) 283
- MNRAS 8 (1848) 103

… | 5 Astraea | 6 Hebe | 7 Iris | …